# Kistanje
Kistanje (srbsky Кистање, italsky Chistagne) je vesnice a správní středisko stejnojmenné opčiny v Chorvatsku v Šibenicko-kninské župě. Nachází se nedaleko řeky Krky, asi 25 km jihozápadně od Kninu, 29 km severozápadně od Drniše a asi 41 km severovýchodně od Šibeniku. V roce 2011 žilo v Kistanje 1 909 obyvatel, v celé opčině pak 3 481 obyvatel.
Celkem 62,22 % všech obyvatel opčiny tvoří Srbové, ale v roce 1991 tvořili 97,97 % populace. Nejvíce obyvatel (11 326) zde žilo v roce 1953, od té doby však klesá a největší pokles byl zaznamenán mezi lety 1991 a 2001, kdy počet obyvatel klesl o více než polovinu ze 7 816 na 3 038. Tento prudký pokles obyvatel, stejně jako nižší procento srbské populace, měla na svědomí pravděpodobně chorvatská válka za nezávislost. V roce 2011 však počet obyvatel opět stoupl na současných 3 481 obyvatel.
Do teritoriální reorganizace v roce 2010 bylo Kistanje součástí opčiny města Knin.
Součástí opčiny je celkem čtrnáct trvale obydlených vesnic. Dříve byly součástí opčiny i vesnice Kistanje Selo (dnes součást Kistanje) a Rudele u Polju (dnes součást vesnice Ivoševci).
- Biovičino Selo – 223 obyvatel
- Đevrske – 293 obyvatel
- Gošić – 46 obyvatel
- Ivoševci – 360 obyvatel
- Kakanj – 49 obyvatel
- Kistanje – 1 909 obyvatel
- Kolašac – 50 obyvatel
- Krnjeuve – 74 obyvatel
- Modrino Selo – 47 obyvatel
- Nunić – 110 obyvatel
- Parčić – 22 obyvatel
- Smrdelje – 111 obyvatel
- Varivode – 124 obyvatel
- Zečevo – 63 obyvatel

Opčinou prochází státní silnice D59 a župní silnice Ž6026, Ž6052, Ž6053, Ž6074 a Ž6246.